# پتروس کاپاماجیان
پتروس کاپاماجیان (ارمنی: Պետրոս Քափամաճեան؛ زاده ۱۸۴۰ – درگذشته ۱۹۱۲) کارآفرین و سیاستمدار ارمنی‌تبار اهل ترکیه بود. وی واردکننده منسوجات، عضو شورای اجرایی شهر و شهردار وان بود.

## زندگی‌نامه
در ۱۸۴۰ میلادی به دنیا آمد. وی در تاریخ ۲ فوریه ۱۹۰۸ به عنوان شهردار وان منصوب شد. در ۱۹۱۲ میلادی در سن ۷۲ سالگی ترور شد.